# Jean-Pierre Catoul
Jean-Pierre Catoul (* 14. August 1963 in Huy (Belgien); † 22. Januar 2001) war ein belgischer Jazzgeiger. Allmusic zufolge vermischte er Jazz mit Rockmusik.

## Leben und Wirken
Catoul begann sechsjährig mit dem Violinenunterricht. Zwei Jahre später wurde er in der Fernsehsendung Feu Vert als eines der besten jungen Talente gewählt. 1984 gewann er einen ersten Preis am Konservatorium von Lüttich, wo er auch Harmonielehre studierte und als Solist im Jugendsinfonieorchester spielte. Beeinflusst durch Stéphane Grappelli und Jean-Luc Ponty wandte er sich dem Jazz zu und erhielt Unterricht durch Steve Houben, Richard Rousselet und Michel Herr. 1985 gründete er mit Éric Legnini seine erste Band, Equation. Im Folgejahr begann er, den französischen Popsänger William Sheller zu begleiten; auch nahm er mit der Act Big Band von Félix Simtaine und Michel Herr auf. In den nächsten Jahren arbeitete er als Studiomusiker für Niagara, Barbara, Stefan Eicher, trat aber auch regelmäßig mit Didier Lockwood auf. Seit 1988 leitete er eine eigene Band mit Xavier Tribolet, Francis Charlier, W. Nsita und Yves Baibay, mit der er 1990 seine erste eigene Platte einspielte. Daneben spielte er ab und an im Duo mit Stéphane Grappelli. Seit 1992 konzertierte er häufiger auf Festivals, auch mit Toots Thielemans, Jacques Pelzer und Philip Catherine. Weitere Alben folgten mit Bands, die er mit Charles Loos bzw. mit Peter Hertmans leitete. Auch trat er mit Yehudi Menuhin, L. Subramaniam, Robert Plant und Jimmy Page (für die er auch arrangierte), Jozef Dumoulin, Fabrice Alleman und Pirly Zurstrassen auf. In den Bands One Shot und True Story spielte er mit Charlie Mariano, Ivan Paduart und Nathalie Loriers.
Catoul starb an den Folgen eines Verkehrsunfalls.

## Preise und Auszeichnungen
1989 erhielt er den Sax-Award der belgischen Jazzkritiker als meistversprechender Nachwuchsmusiker.

## Diskographische Hinweise
- Modern Gardens (1990)
- Import-Export (1992)
- Gwenaël Micault/Jean-Pierre Catoul Other Worlds (1994)
- Charles Loos/Jean-Pierre Catoul Summer Winds (1997)
- Jean-Pierre Catoul/Peter Hertmans Restless (1999, mit Michel Herr, Michel Hatzigeorgio, Bruno Castellucci)

## Lexikalischer Eintrag
- Émile Henceval: Dictionnaire du jazz à Bruxelles et en Wallonie. Liège: Pierre Mardaga, 1991.